# Erotic Confessions
Confessions érotiques (Erotic Confessions) est une série télévisée érotique américaine en 59 épisodes de 30 minutes diffusée entre 1994 et 1999 sur Cinemax.
En France, la série a été diffusée sur RTL9.

## Synopsis
Jacqueline Stone (Ava Fabian) est une romancière séduisante qui accepte les lettres détaillant les fantasmes privés de ses lecteurs.

## Fiche technique
Sauf mention contraire, cette fiche technique est établie à partir d’IMDb
- Titre original : Erotic Confessions
- Réalisation : Peter Gathings Bunche - Marcy Ronen
- Production : Ladd Vance - Adam Del Reo
  - Producteurs exécutifs : Alan B. Bursteen - Alan Mruvka - Marilyn Vance
  - Assistants du producteur : Nicole Santiago - Rick Bitzelberger
- Scénaristes : Sahara Riley - Rick Bitzelberger - Marcy Ronen - Tommy Edison - Sydney Michelson - Karol Silverstein - Barbara Parker - Alan Mruvka - Karin Flores - Josh Levitan - Karen O'Hara - Mark Rezyka
- Image : Mark Melville - John P. Tarver - Conrad Dobler - Mark Morris -  Jonathan Chinn
- Musique : Herman Beeftink
- Décors : Stacia Burto - Beth Ann Lundin
- Société de Production : Surrender Cinema pour Cinemax
- Société de distribution : New City Releasing
- Casting : Lori Cobe (29 épisodes) et Michael A. Candela (21 épisodes)
- Image  : 1.33:1 - Couleur
- Public : Interdit aux moins de 16 ans lors de sa diffusion à la télé.

## Liste des épisodes
| - 1.Games People Play - 2.Chalk It Up - 1.Watching Vanessa - 2.Coming Clean - 3.Elevation - 4.Lessons - 5.The Adress - 6.The Workout - 7.The Driver - 8.Model Situation - 9.Boss's Orders - 10.Gifts - 11.Friends and Lovers - 12.The Business Trip - 13.The Painting - 1.At the Tone - 2.The Bad Boy - 3.Lap Dance - 4.Madelyn's Laundry - 5.Messy - 6.Locked Up - 7.Love Calling - 8.Southern Hospitality - 9.Trapped - 10.Finders Keepers - 11.Fringe Benefits - 12.Arresting Developments - 13.Opening Lines | - 14.Midnight Showing - 15.The Partners: Part 1 - 16.The Partners: Part 2 - 17.An Erotic Christmas Carol - 18.Off the Menu - 19.Private Dance - 20.Striking Lines - 21.Caught Bi Surprise - 22.Party of Two - 1.Judy and the Beast - 2.Behind the Lens - 3.Virtual Vixen - 4.Through an Open Window - 5.The Hat Check Boy - 1.A Model Affair - 2.The Tutor - 3.Fashion Affair - 4.Two in the Hand - 5.Picture This - 6.Cherry Hill Revisited - 7.Lady Luck - 8.The Conductor - 9.Masquerade - 10.The Wedding Parties - 11.Savannah Gardens - 12.Room with a View - 1.Gone Skiing |

## Sortie DVD
Studio : Prism
- Erotic Confessions Épisode 2 - sortie le 2 juillet 2001
- Erotic Confessions Épisode 3 - sortie le 2 juillet 2001